# Michele (cantante italiano)
Michele, pseudonimo di Gianfranco Michele Maisano (Vigevano, 29 giugno 1944), è un cantante italiano.

## Biografia
Figlio di una cantante lirica, si trasferisce ancora bambino a Genova, città dove frequenta l'Istituto tecnico dei trasporti e logistica Nautico San Giorgio; a soli 14 anni incide il primo 45 giri con due brani, Sono dannato e Flirt, due pezzi Rock and roll che esegue con l'accompagnamento dell'Orchestra Zanti e con la denominazione Gianfranco Maisano. Durante il periodo scolastico si esibisce dal vivo con un suo complesso nei locali della sua città e viene notato da un suo concittadino, il maestro Gian Piero Reverberi, che gli fa incidere una sua canzone, Ma se tu vorrai, per la Assolo, una sottoetichetta della Karim: il disco non ottiene successo ma suscita l'attenzione della RCA Italiana, che decide di metterlo sotto contratto.
Nel 1960 la sua fama è indiscutibile, gira a Roma «uno spot pubblicitario delle caramelle Dufour», patrimonio della cineteca della Fondazione Ansaldo, Fondo Dufour.
Nel 1963 partecipa con Se mi vuoi lasciare al girone B del Cantagiro, vincendolo: il disco ottiene un notevole successo arrivando in prima posizione per nove settimane e la canzone diventerà sicuramente il brano più noto del cantante. Ottiene nuovamente successo con Ridi, Ti ringrazio perché e Ti senti sola stasera, cover di Are You Lonesome Tonight, classico di Elvis Presley.
Nel 1966 un altro suo notevole successo è Dite a Laura che l'amo (cover di Tell Laura I Love Her), che lo fa conoscere anche fuori dall'Italia. È del 1967 il suo debutto all'Olympia di Parigi, tempio sacro della musica leggera internazionale: riscuote inoltre un buon successo anche all'estero, in particolare in Messico, in Giappone, in Francia, Germania, Romania con il Gruppo "I Michelangeli", Canada e in America Latina. Dopo altri 45 giri di minor successo, passa alla Ri-Fi, riscuotendo subito un buon riscontro con Soli si muore, cover di Crimson and clover dei Tommy James and the Shondells, registrato dal Gruppo "Michele & I Michelangeli" nel 1969, replicato da Negro, cover di In the Ghetto di Elvis Presley, con l'arrangiamento di Tony Vella, Pianista e Organista del suddetto Gruppo.
Nel 1970 partecipa per la prima volta al Festival di Sanremo col brano L'addio.
Fabrizio De André nell'album La buona novella del 1970 ricorda come Michele assieme all'autore bolognese Corrado Castellari abbia avuto un'idea per la musica de Il testamento di Tito, canzone incisa anche da Michele sul lato B di Susan dei marinai.
Nel 1971 torna in classifica proprio con Susan dei Marinai (musica  di Castellari e testo di Fabrizio De André, che però la fa firmare a Sergio Bardotti, il quale in accordo con Michele aveva preferito accorciarla).
Nello stesso anno incide l'album Vivendo cantando, in cui presenta canzoni scritte da cantautori come Sergio Endrigo, Francesco Guccini, Bruno Lauzi, Roberto Vecchioni, Enzo Jannacci, Luigi Tenco e Fabrizio De André.
Nel 1972 di nuovo al Festival di Sanremo con Forestiero. 
Torna in altre tre occasioni al Cantagiro e partecipa varie volte a Canzonissima.
È del 1980 la sua prima orchestra spettacolo: si esibisce nei locali da ballo italiani ottenendo grandi consensi.
Negli anni duemila collabora spesso con l'Orchestra "Dina Manfred", personalità poliedrica che varia dal melodico italiano, allo standard jazz, al latino americano.
Nel 1989 partecipa al programma tv di Canale 5 Una rotonda sul mare, un revival estivo, con i brani Se mi vuoi lasciare e Dite a Laura che l'amo, ripresentandosi anche nell'edizione del 1990 con Susan dei Marinai. 
Partecipa inoltre a trasmissioni televisive quali: Superclassifica Show su Canale 5, Ci vediamo in TV su Rai 2 con Paolo Limiti, varie edizioni del Festival delle Orchestre su Rete 4.
Michele Maisano interpreta il Ragionier Bruni nella seconda e nella quarta serie della fiction di Canale 5 Carabinieri.
Nel 2012 viene chiamato da Verdiano Vera, produttore discografico, per far parte del super gruppo Artisti Uniti per Genova nel progetto Ora che, brano scritto da Max Campioni, realizzato per raccogliere fondi per l'alluvione di Genova del 4 novembre 2011, che vede la partecipazione di numerosi musicisti e cantanti della scena musicale genovese.
Il 5 agosto 2015 è protagonista di un memorabile concerto in Piazza della Libertà a Lavagna, davanti ad un numeroso pubblico, rievocando la sua lunga carriera con hit del passato, canzoni recenti e cover di brani rock americani degli anni '50, soprattutto di Elvis Presley.
Dal 2016 è ospite fisso nel programma MilleVoci di Gianni Turco, visibile in tutta Europa sulla piattaforma tv satellitare "Sky" e sul sito terrestre in Italia. Oltre ad esibirsi con brani del suo repertorio passato, Michele presenta anche composizioni inedite.
Negli anni successivi si esibirà spesso in Liguria, sua terra d'adozione, come a Santa Margherita Ligure nel 2019 ed in seguito a Conoscenti di Ne in occasione della festa patronale di San Lorenzo nel 2021.
Nel 2019 esce il libro biografico Michele, una vita da cantante, scritto dall'ex autore di Striscia La Notizia Franco Faloppi.
Il 19 luglio 2023 il Comune di Genova omaggia Michele e i suoi 60 anni di carriera con un concerto-evento nel parco di Villa Rossi Martini a Sestri Ponente partecipato da numerosi artisti amici di lunga data del cantante, molti dei quali sono della scena genovese, come la band di Roberto Morselli, Franca Lai, Vladimiro Zullo de I Trilli, Matteo Merli, La Squadra di Genova, Aldo De Scalzi, Dino, Gian Pieretti, Donatello, Oscar Prudente e Nicole Magolie. I festeggiamenti per i 60 anni di carriera di Michele sono poi proseguiti il 5 agosto 2023 con un altro concerto a Busalla.
Il 22 dicembre 2023 esce sulle piattaforme di streaming digitale e in rotazione radiofonica Se mi vuoi lasciare, il nuovo singolo di Michele & Lorenzo Lupo, un duetto remake del suo celebre brano in occasione del 60° anniversario del trionfo al Cantagiro. La canzone è accompagnata da un video realizzato da Double Vision.
Il 21 gennaio e il 4 febbraio 2024 è ospite del programma tv Domenica in, condotto da Mara Venier su Rai 1.
Il 24 febbraio 2024, si esibisce per la prima volta da solo (in precedenza aveva condiviso lo stesso palco con Franca Lai) al teatro Santa Rosa di Carcare per celebrare i 60 anni di carriera e gli 80 anni di età. I festeggiamenti sono proseguiti con concerti durante l'estate, tra cui quello a Monte Brullo e, il 2 agosto, al Circolo ARCI Amilcare Artisi di Savona. 
Il 7 giugno 2024 riceve il Premio Elmo Bazzano Carriera Ligure Illustre durante la serata di apertura del Festival San Giorgio della Canzone in Lingua Ligure per aver contribuito a diffondere la cultura ligure.
Il 5 luglio 2024 esce, per Clodio Music, un singolo inedito: Cosa Farò, che vede Michele duettare con Nicole Magolie, pezzo apripista di un nuovo album.

## Curiosità
Michele si è sempre definito un tifoso della Sampdoria: in un'intervista al canale ufficiale YouTube della squadra ligure ha dichiarato di esserne diventato tifoso da bambino dopo aver visto allo Stadio Luigi Ferraris una partita tra la Sampdoria ed il Napoli (squadra di cui era tifoso il padre). Durante i concerti Michele è solito portare sul petto una spilla della sua squadra del cuore.
Dal novembre 2016 gestisce, assieme alla moglie Cristina Bertone, il Bed and breakfast "Se Mi Vuoi Lasciare" a Carcare, nei pressi di Savona, località di cui è cittadino d'adozione dai primi anni 2000.

## Discografia

### Album

#### Album in studio
- 1963 - Michele (RCA Italiana, PML-10377)
- 1966 - Se sei sola (RCA Italiana, APML-10403)
- 1970 - Ritratto di un cantante (Ri-Fi, 14037)
- 1971 - Vivendo cantando (Ri-Fi, RD2-ST-14206)

#### Album pubblicati all'estero
- 1966 - Michele (Electrecord, EDD 1135), pubblicato in Romania

#### Raccolte
- 1973 - Cantautori (Ri-Fi, 19134)
- 1980 - Michele (RCA Italiana, NK 33146)
- 1994 - I successi di Michele (Music Market, 74321 18675-4)
- 1998 - 12+2 (D.V. More Record, MCDV 6239)
- 1999 - Ricordi... (BMG Marketing Estratégico, 7432166583-2), pubblicato in Brasile
- 2000 - Il mio juke box (MR Music Italy, MRCD 4202)
- 2002 - I grandi successi originali (RCA Italiana, 74321911942 (2))
- xxxx - Susan dei marinai (Replay Music Special, RSCD 8030)
- 2019 - Una donna italiana (Fonola)

### EP
- 1968 - Quando parlo di te/Viva le donne come te/Parliamo di donne/OK (Electrecord, EDC 958), pubblicato in Romania

### Singoli
- 1958 - Sono dannato/Flirt (Azalea NR067)
- 1962 - Ma se tu vorrai/Piango (Assolo, SAS 1002)
- 1963 - Se mi vuoi lasciare/Cosa vuoi da me (RCA Italiana, PM45-3215)
- 1964 - Ridi/Ma neanche per idea (RCA Italiana, PM45-3227)
- 1964 - Ti ringrazio perché/Vado da lei (RCA Italiana, PM45-3278)
- 1965 - Ti senti sola stasera/Dopo i giorni dell'amore (RCA Italiana, PM45-3321)
- 1966 - Quando sei con me/È stato facile (RCA Italiana, PM45-3345)
- 1966 - Dite a Laura che l'amo/Quando parlo di te (RCA Italiana, PM45-3382)
- 1966 - OK/Sei mia (RCA Italiana, PM45-3376)
- 1967 - Viva le donne come te/La voglia di vivere (RCA Italiana, PM45-3421)
- 1967 - Dite a Laura che l'amo (RCA Italiana, 45UP 44)
- 1968 - Che male c'è/Io tornerò (RCA Italiana, PM45-3449)
- 1968 - Giovanna non piangere/L'aeroplano (RCA Italiana, PM45-3474)
- 1968 - Io tornerò (RCA Italiana, 45UP 66)
- 1968 - Giovanna non piangere (RCA Italiana, UP 78)
- 1969 - Soli si muore/Il mio mondo il mio tempo (Ri-Fi, RFN NP 16362)
- 1969 - Il valzer delle candele/Negro (Ri-Fi, RFN NP 16375)
- 1970 - L'addio/Lettera a Ivana (Ri-Fi, RFN NP 16388)
- 1970 - Ho camminato/Morirò domani (Ri-Fi, RFN NP 16405)
- 1970 - Ti giuro che ti amo/Poca luce (Ri-Fi, RFN NP 16405)
- 1970 - Ho camminato (Ri-Fi, RFN EP 15522)
- 1971 - Susan dei marinai/Il testamento di Tito (Ri-Fi, RFN NP 16446)
- 1971 - Un po' uomo un po' bambino/Camminando camminando (Ri-Fi, RFN NP 16462)
- 1972 - Forestiero/Sognare (Ri-Fi, RFN NP 16471)
- 1972 - Un uomo senza una stella/Per amore di una donna (Ri-Fi, RFN NP 16504)
- 1975 - Il viale che fa angolo/La casa sulla collina (Aguamanda, AG 9005)
- 1977 - Amico Elvis/To Elvis (CGD, 10040)
- 2023  - Se Mi Vuoi Lasciare & Lorenzo Lupo Il Branco Publishing
- 2024  - Cosa Farò feat. Nicole Magolie Clodio Music
- xxxx - È stato facile (RCA Italiana, 45UP 15)
- xxxx - Viva le donne come te (RCA Italiana, 45UP 55)

## Filmografia
- Addio mamma, 1967